# Distrito de Kole
El distrito de  Kole es uno de los ciento once distritos administrativos que dan origen a la actual organización territorial de la República de Uganda. Su ciudad capital es la ciudad de Kole.

## Localización
Este distrito ugandés comparte fronteras al este con el distrito de Lira, también limita al sur con el distrito de Apac y al norte posee límites con el distrito de Oyam.

## Población
El distrito de Kole cuenta con una población total de 195.922 habitantes según las cifras suministradas por el censo poblacional llevado a cabo durante el año 2002 en Uganda.